# حکیم مجریطی
مَسلمه مَجریطی (مادریدی) معروف به حکیم مجریطی (زادهٔ ۹۵۰ – مرگ ۱۰۰۷ میلادی)، مترجم، منجم، فیلسوف، شیمی‌دان، اقتصاددان و ریاضی‌دان مسلمان در قرن چهارم هجری (قرن نهم میلادی) بود. عمدهٔ شهرت وی به دلیل نوشته‌های هرمسی و آثاری است که در علوم غریبه از خود به‌جای گذاشته‌است.

## تخصص
تخصص مجریطی در علم ریاضی، فلسفه، کیمیا (شیمی)، نجوم و هیئت، حساب، هندسه، افلاک و رصد کواکب و منطق بوده‌است. مهارت عمده وی در ریاضیات بوده‌است به طوری که او را امام الریاضیین فی الاندلس یعنی رهبر ریاضی دانان اسپانیا نام نهاده‌اند. وی علم کیمیا را از خرافات زدود و همچنین در زمینه اکسید جیوه نیز ابداعاتی داشت.

## آثار
از وی چندین تألیف تا زمان ما باقی‌مانده‌است. همچون غایة الحکیم که ان را در فاصله سال‌های ۲۴۳ ق شروع کرده و در سال ۲۴۸ ق به اتمام رسانده‌است. وی رتبه الحکیم را قبل از غایه الحکیم نوشته‌است و هلموت ریتر آن را تصحیح کرده‌است. غایة الحکیم توسط پادشاه اسپانیا و آراگون، آلفونسو در سال ۱۲۵۲ م تحت عنوان Picatrix به لاتین ترجمه شد. رساله‌ای در اسطرلاب، ثمارالعدد در حساب، «اختصار تعدیل الکواکب من زیج التبانی»، «کتاب الاحجار» و شرح بر تسطیح‌الاٴُکر بطلمیوس (که توسط هرمان دالماسیایی چاپ شده) از دیگر آثار وی است.

## درگذشت
حکیم مجریطی به سال ۳۹۷ ق/۱۰۰۷ میلادی در سن بیش از هفتاد سالگی در قرطبه (کوردوبا) دار فانی را وداع گفت.

## بازماندگان
از حکیم مجریطی طبق برخی منابع تاریخی، فرزندی به نام فاطمه بر جای مانده‌است.

## مذهب
اگر چه آثار مجریطی در زمینه عقاید دینی نیست و نیز جو و زمانه اندلس طرفدار اهل سنت و اموی منش‌ها بوده و دانشمندان شیعی ان دیار مجبور به تقیه بوده‌اند ولی از لابلای کتب باقی‌مانده مجریطی به راحتی تشیع وی اثبات می‌شود. و برخی از اهل فن مانند آقابزرگ تهرانی نیز در نوابغ الروات خود وی را شیعه شمرده‌است.

## از نگاه دیگران
هولمیارد در کتابش «سازندگان کیمیا» می‌نویسد؛ «إن أبا القاسم المجریطی یکفیه فخرا أنه انتبه إلی قانون بقاء المادة آلتی لم ینتبه إلیها أحد قط من الکیمیائیین السابقین له» یعنی همین برای افتخار مجریطی کافی است که او قانون بقای ماده و پایستگی جرم را برای اولین بار کشف کرد و بدان التفات حاصل نمود.

## متن کتب
- متن جلد اول کتاب غایه الحکیم:

noorlib.ir/View/fa/Book/BookView/Image/18390